# Varasd vármegye
Varasd vármegye (horvátul: Varaždin, Varaždinska županija, németül: Komitat Warasdin, szlovákul: Varaždínska župa) közigazgatási egység volt a Magyar Királyság déli területein. Területe 1991 óta Horvátország része.

## Földrajz
A vármegye területének nagy része dombság, csak északi részén található a Dráva folyó síkság. Északról a Magyar Királyság Zala vármegye, keletről szintén a Magyar Királyság Somogy vármegyéje, délről Belovár-Kőrös és Zágráb vármegyék, nyugatról pedig Stájerország határolta.

## Történelem
A vármegye területe a 12. században lett a Magyar Királyság része, mert ekkor jött létre a magyar-horvát perszonálunió. 1526-tól a Habsburg Birodalom része volt. 1918-tól Jugoszlávia, majd 1991-től a független Horvátország része.

## Lakosság
A vármegye összlakossága 1910-ben 307.010 személy volt, ebből:
- 300.033 horvát (97,72%)
- 2.384 szerb (0,77%)
- 1.172 német (0,38%)
- 1.095 magyar (0,35%)

## Közigazgatás
A vármegye nyolc járásra volt felosztva 1917-ben:
- Ivánci járás, székhelye Ivánc (horvátul: Ivanec)
- Klanyeci járás, székhelye Klanyec (horvátul: Klanjec)
- Krapinaszentmiklósi járás, székhelye Krapinaszentmiklós (horvátul: Krapina)
- Ludbergi járás, székhelye Ludberg (horvátul: Ludbreg)
- Pregradai járás, székhelye Pregrada (horvátul: Pregrada)
- Újmarofi járás, székhelye Újmarof (horvátul: Novi Marof)
- Varasdi járás, székhelye Varasd (horvátul: Varaždin) törvényhatósági jogú város
- Zlatari járás, székhelye Zlatar (horvátul: Zlatar)